# Меланоливка коротконога
Меланоливка коротконога (Melanoleuca melaleuca) — вид грибів роду меланоливка (Melanoleuca).

## Будова

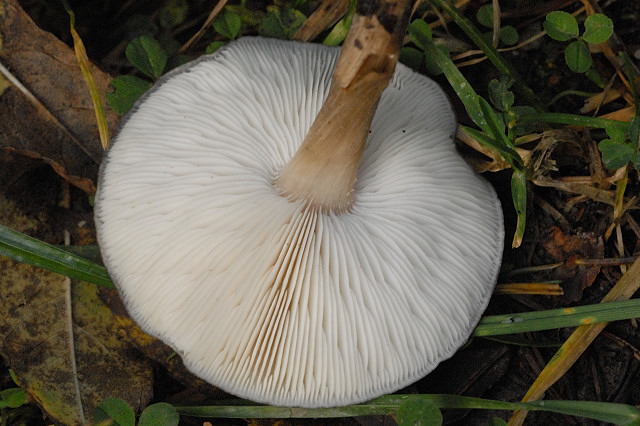
Вид пластинок

У діаметрі шапинка гриба досягає 8 см, форма її розпростерта. Якщо уважно придивитися до шапки, то вона здається голою, сухою, проте хоча тонка, але м'ясиста. Ніжка заввишки до 5 см, завширшки до 2 см. У переважної більшості грибів вона здається циліндричною, але в певної частини плодових тіл наче до основи дещо злегка розширена. Ніжка зовні у грибів волокниста, трошки бурувата, у зрілих бура. Якщо розрізати ножем вздовж молодий грибочок, то у середині вдається побачити білувату м'якоть, розрізавши дорослий — бурувато–коричневу. Принюхавшись до м'якоті, не відчувається особливого запаху.

## Поширення та середовище існування
Цей шапковий гриб росте у листяних лісах.

## Практичне використання
Маловідомий їстівний гриб. Подібностей з отруйними грибами немає.